# Vražale
Vražale (makedonska: Вражале) är en ort i Nordmakedonien. Den ligger i kommunen Zelenikovo, i den centrala delen av landet, 16 kilometer sydost om huvudstaden Skopje. Vražale ligger 449 meter över havet och antalet invånare är 288.